# Cavernocymbium prentoglei
Cavernocymbium prentoglei är en spindelart som beskrevs av Darrell Ubick 2005. Cavernocymbium prentoglei ingår i släktet Cavernocymbium och familjen mörkerspindlar. Inga underarter finns listade i Catalogue of Life.